# Bernouville
Bernouville – miejscowość i gmina we Francji, w regionie Normandia, w departamencie Eure.
Według danych na rok 1990 gminę zamieszkiwały 242 osoby, a gęstość zaludnienia wynosiła 40 osób/km² (wśród 1421 gmin Górnej Normandii Bernouville plasuje się na 663. miejscu pod względem liczby ludności, natomiast pod względem powierzchni na miejscu 609.).